# Protesilaus telesilaus
Protesilaus telesilaus är en fjärilsart som först beskrevs av Felder 1864.  Protesilaus telesilaus ingår i släktet Protesilaus och familjen riddarfjärilar. Inga underarter finns listade i Catalogue of Life.